# Moskvitch 2142
O Moskvitch-2142 é uma linha de automóveis que foi produzida pela divisão Moskvitch da AZLK de 1998 até sua falência em 2002. Foi a última e mais avançada linha de veículos Moskvitch, marcando o fim da 5ª geração. Foram produzidos apenas 3.500 veículos, todos voltados para os mercados executivo e empresarial.

## História

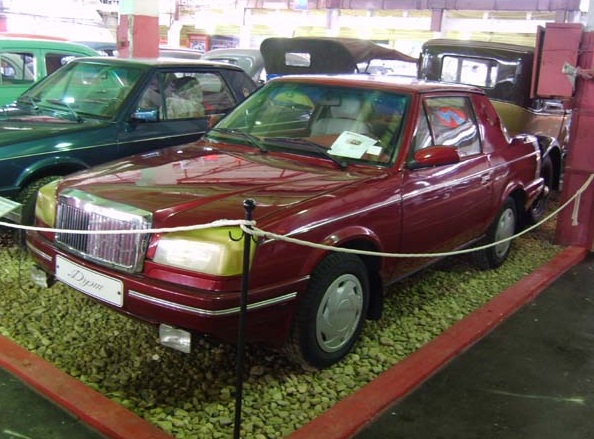
Primeira série do cupê Duet, com a grade original

Três versões do 2142 foram comercializadas: o Knjaz Vladimir (sedã familiar), Ivan Kalita (sedã executivo) e o Duet (cupê executivo), que foi lançado vários meses depois. O Knjaz Vladimir era o mais barato da marca, seguido pelo mais sofisticado Ivan Kalita, ambos lançados em setembro de 1998. O Duet, lançado em maio de 1999, era uma variante abreviada baseada na carroceria do 2141 Aleko e usando a grade cromada ornamentada do Ivan Kalita. Em 2002, apenas quatro meses antes da falência, o Duet recebeu uma leve atualização da grade, usando uma unidade mais elegante semelhante à do Knjaz Vladimir (Série II).
Todos os modelos 2142 foram equipados com motores Renault, que foi uma iniciativa do projeto de fusão com a AvtoVAZ no final de 1990. Vendo que a AvtoVAZ competia diretamente com a AZLK na época e teve muito mais sucesso na demanda de menor escala, a Renault rejeitou a oferta em 2002, forçando a AZLK a interromper a produção. Todos os modelos foram descontinuados em meados de agosto de 2002 e a empresa declarou falência em 3 de setembro de 2002.